# Le Président Haudecœur (pièce de théâtre)
Pour l’article homonyme, voir Le Président Haudecœur.
Le Président Haudecœur est une pièce de théâtre en quartes actes de Roger Ferdinand. La première représentation générale a eu lieu au théâtre de l'Odéon le 28 septembre 1938, mise en scène par Paul Abram.
La pièce a été adaptée au cinéma : Le Président Haudecœur, film réalisé par Jean Dréville, sorti en 1940.
Elle est remise en scène en 1950 par Louis Seigner qui avait joué dans la première interprétation de 1938.

## Résumé
Germain Haudecœur, un procureur tranchant et rigide, règle son existence et celle de ses proches de manière tyrannique. Il renvoie de la maison son fils Pierre qui veux épouser une certaine Loulou dont il attend un enfant plutôt que d'épouser la riche héritière qu'il lui a choisie.
Survient une jolie divorcée, Mme Rémisol, locataire d'une maison appartenant aux Haudecœur, qui fait la conquête de ce "dur". Voilà notre magistrat, métamorphosé et amoureux comme un collégien, qui change du tout au tout.

## Représentations

### 1938 auThéâtre de l'Odéon[2]
Mise en scène Paul Abram
Distribution
- Louis Seigner : le procureur Germain Haudecœur
- Lily Mounet : Mme Bergas-Larue
- Eva Reynal : Mme Rémisol
- Suzanne Courtal : Angéline Haudecœur, sœur du procureur
- Michèle Michel : Antoinette, servante
- Georges Chamarat : le cousin Alexis
- Georges Baconnet : un greffier
- Guy Parzy : Pierre Haudecœur, le fils
- René Barré : le jeune magistrat Capet
- Marcel Bourdel : l'abbé Margot

### 1950 à laComédie-Française[3]
Reprise le 5 octobre 1950. Mise en scène Louis Seigner
Distribution
- Louis Seigner : le procureur Germain Haudecœur
- Marie Sabouret : Mme Rémisol
- Béatrice Bretty : Mme Bergas-Larue
- Line Noro : Angéline Haudecœur, sœur du procureur
- Robert Hirsch : le jeune magistrat Capet
- Jean Piat : Pierre Haudecœur, le fils
- Georges Chamarat : le cousin Alexis
- Georges Baconnet  : un greffier Brouillon
- Maurice Chambreuil: l'abbé Margot
- Jacqueline Duc : Antoinette, la servante

### La Compagnie de Valois
La pièce a été reprise par une petite troupe de théâtre, la Compagnie de Valois, avec l'autorisation de la Comédie-Française (mise en Scène de Henry Brouillet de Gallois, décor de George Bertaud).
Distribution
- Henry Brouillet de Gallois : le procureur Germain Haudecœur
- Jean Chocquet : un greffier Brouillon
- Katie Gonnard : Antoinette, la servante
- Jacques Lajarriges : le jeune magistrat Capet
- Micheline de la Sudrie : Mme Bergas-Larue
- Denise Boura : Angéline Haudecœur, sœur du procureur
- Jacques Seigneur : l'abbé Margot
- Jacques Lapersonne : le cousin Alexis
- Dominique Latil : Pierre Haudecœur, le fils
- Marie Jeanne Robert : Mme Rémisol

## Adaptations
Le film Le Président Haudecœur est une adaptation de la pièce au cinéma, réalisée par Jean Dréville en 1940.